# COINTELPRO

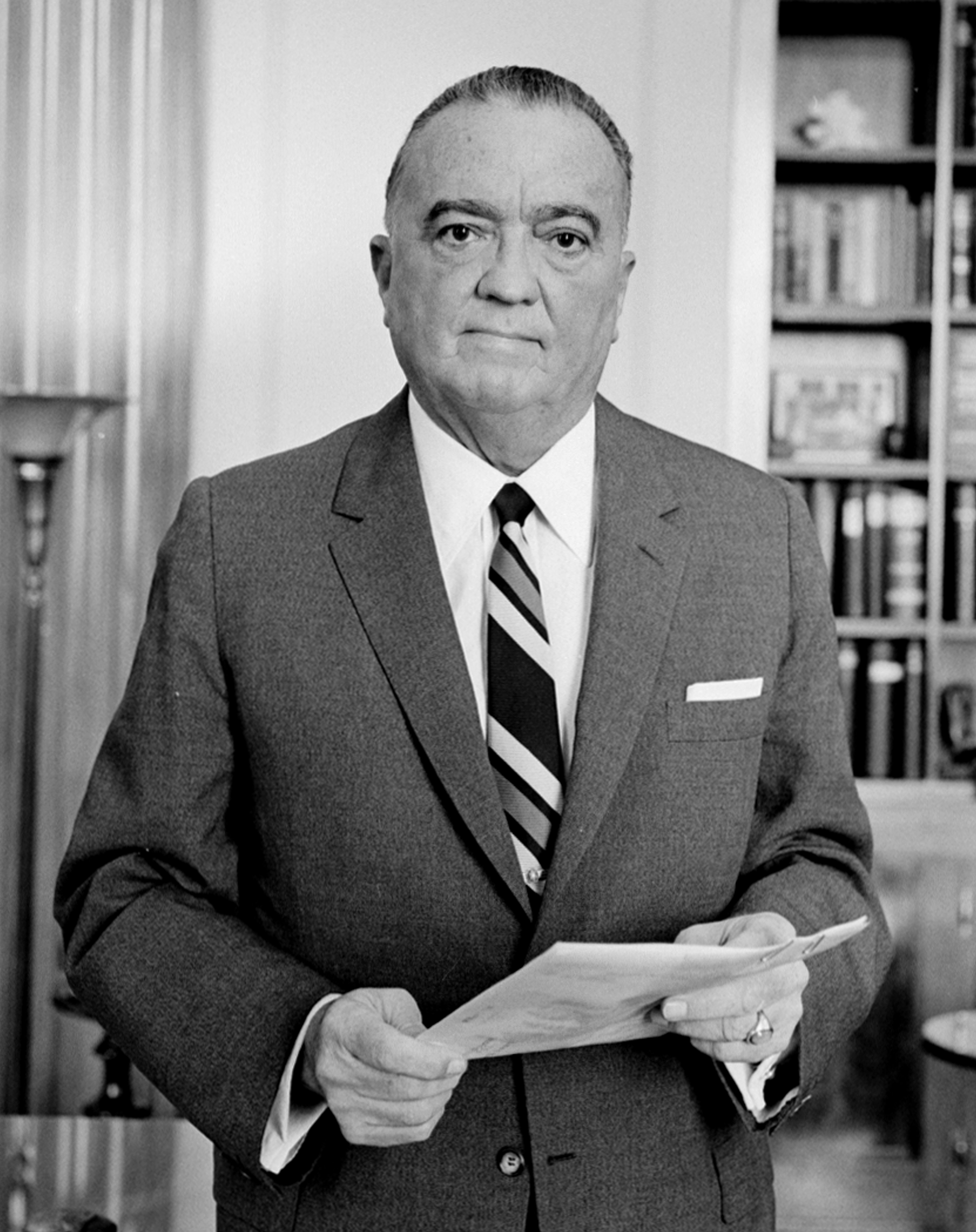
Der langjährige FBI-Chef J. Edgar Hoover ließ in den 1960er und 1970er Jahren die Bürgerrechts- und Anti-Vietnamkriegsbewegung in den USA mit dem COINTELPRO-Programm überwachen

COINTELPRO (vollständig: Counterintelligence Program) war ein geheimes Programm der US-Bundespolizei FBI, das von 1956 bis 1971 bestand. Es umfasste die systematische Überwachung und Störung von politisch aktiven Organisationen sowie Privatpersonen, die das FBI als subversiv bewertete. Das Programm wurde nach seinem Bekanntwerden in den 1970er Jahren zum Gegenstand parlamentarischer Untersuchungen. Mit dem Church Committee stellte ein Sonderausschuss des US-Senats später fest, dass viele der von COINTELPRO angewendeten Techniken mit den Grundsätzen einer demokratischen Gesellschaft unvereinbar seien.

## Vorgehen

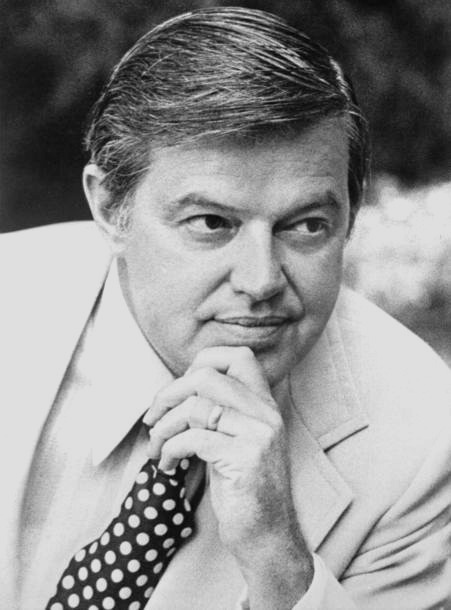
Der von Senator Frank Church geleitete Untersuchungsausschuss Church Committee des US-Kongresses untersuchte ab 1975 illegale Aktivitäten von US-Geheimdiensten und des FBI. Church bilanzierte, dass „der wachsende Missbrauch der Geheimdienste ein größeres, grundlegendes Problem in unseren zentralen Institutionen reflektiert.“

Die Operationen fanden zwischen 1956 und 1971 statt und sollten als politisch gefährlich eingestufte Gruppen und Individuen überwachen, diskreditieren und zermürben. Von den – teilweise illegalen – Aktionen des FBI betroffen waren dabei sowohl kommunistische Parteien (Kommunistische Partei der USA (CPUSA), Socialist Workers Party) und der Ku-Klux-Klan als auch Studentenorganisationen (Students for a Democratic Society) und die Bürgerrechtsbewegung (SCLC, NAACP, CORE). Ins Visier geriet auch die Antikriegsbewegung gegen den Vietnamkrieg, wobei zum Teil Mitglieder des US-Senats in den Fokus gerieten, die sich kritisch über den Krieg geäußert hatten.
Das FBI verwendete vor allem vier Methoden:
- Unterwanderung: Informanten und Agenten spionierten nicht nur Aktivisten und Organisationen aus, sondern störten sie aktiv. Zum Beispiel wurde der verdeckte Ermittler Ralph White bei den Black Panthers eingeschleust, um ohne das Wissen der Parteimitglieder einen Anschlag auf Polizeistationen zu planen, was als Vorwand für die Verhaftung eines Teils der Panthers-Führung dienen sollte. Durch die juristische Begabung der Black-Panther-Aktivistin Afeni Shakur wurde das jedoch aufgedeckt.
- Psychoterror von außen: Mittels falscher Anschuldigungen in den Medien, gefälschter Briefe, anonymer Denunziationen etc. wurde versucht, Arbeitsverhältnisse und persönliche Beziehungen von bestimmten Personen zu zerstören.[3]
- Verfolgung: Das FBI und lokale Polizeibehörden stellten Dissidenten als Kriminelle dar. Um Verhaftungen und Verurteilungen zu erreichen, wurden Beweise gefälscht und falsche Aussagen vor Gericht gegeben.[6]
- Gewaltanwendung: Auch durch Gewalt sollten Aktivisten eingeschüchtert oder sogar ausgeschaltet werden. Dies ging von der bloßen Androhung von Gewalt über Einbrüche und illegale Durchsuchungen bis hin zu Vandalismus, Schlägertrupps und sogar Mord. So wurde Fred Hampton, ein Anführer der Black Panther, von Polizisten im Schlaf erschossen.[7][6]

Zu den prominentesten Opfern solcher Methoden zählten Martin Luther King und die indianischen Aktivisten Dennis Banks und Leonard Peltier. Die Aktivitäten des FBI wurden später Gegenstand der Untersuchungen des Church Committees.

## Hintergrund
Das Projekt hatte seine Wurzeln in einer weitverbreiteten antikommunistischen Hysterie während der McCarthy-Ära. Mutmaßungen, dass linke und radikale Organisationen von feindlichen Geheimdiensten aus dem Ausland manipuliert seien (insbesondere vom KGB) und die staatliche Ordnung der USA gewaltsam unterwandern wollten, bewogen den mächtigen FBI-Chef J. Edgar Hoover zur Institutionalisierung von COINTELPRO. Historiker bezeichneten dies später als die „große amerikanische Inquisition“.
Etwa zur gleichen Zeit wurden solche Personengruppen auch vom Auslandsnachrichtendienst CIA im Rahmen der Operation CHAOS überwacht, was gegen die US-Verfassung verstieß.

## Aufdeckung
Aktivisten der Bürgerrechtsbewegung hatten seit spätestens Mitte der 1960er Jahre angenommen, dass sie entgegen den Gesetzen durch das FBI nicht nur beobachtet wurden, sondern unter Druck gesetzt werden sollten. Eine Gruppe um William C. Davidon, einen Physikprofessor am Haverford College, wollte Beweise für das illegale Vorgehen der Behörden beschaffen. Sie planten einen Einbruch in ein FBI-Büro, bei dem sie Dokumente stehlen wollten. Nach monatelanger Vorbereitung brachen neun Personen in der Nacht des 8. März 1971 in die Außenstelle des FBI in Media ein und stellten die erbeuteten Dokumente der Presse zur Verfügung. Die Täter blieben 43 Jahre unerkannt und traten zum Teil erst im Januar 2014 gemeinsam mit der Journalistin Betty Medsger an die Öffentlichkeit.

Der „Selbstmordbrief“, den das FBI anonym an Martin Luther King Jr. schickte, um ihn zum Selbstmord zu bewegen

## Film
- All Power to the People. Dokumentarfilm von Lee Lew-Lee, 1996 (115 min)[9]